# Sociální kritika
Sociální nebo společenská kritika je kritika sociální struktury a dalších aspektů a vztahů ve společnosti.

## Vědecká a akademická sociální kritika
Vědecká sociální kritika v akademickém prostředí muže být vyjádřena skrze sociální filosofii, politickou ekonomii, sociologii, sociální psychologii, psychoanalýzu nebo kulturní studie.

## Literární sociální kritika
Mezi prominentní anglickojazyčné literární kritiky společnosti patří Aldous Huxley–Konec civilizace (1932), George Orwell–1984 (1949) a Ray Bradbury–451 stupňů Fahrenheita (1953).

## Společenští kritici
- Walter Benjamin
- Noam Chomsky
- Karl Marx
- Michael Moore
- Karl Popper
- Bertrand Russell